# Mastonia guamensis
Mastonia guamensis is een slakkensoort uit de familie van de Triphoridae. De wetenschappelijke naam van de soort is voor het eerst geldig gepubliceerd in 1974 door Kosuge.